# اثر لازاروس

سازوکار ایجاد نقص شبکه (بالا) و به‌دام‌اندازی/وادام‌اندازی الکترون‌ها و حفره‌ها در دماهای مختلف (پایین)

اثر لازاروس (به انگلیسی: Lazarus effect) به آشکارسازهای نیم‌رسانا اشاره دارد. هنگامی که اینها در محیط‌های تابش شدید استفاده می‌شوند، با جابجایی اتم‌ها به دلیل برهم‌کُنش با ذرات متحرک پُرانرژی، نقص‌ها (به انگلیسی: defects) در شبکه کریستالی نیم‌رسانا ظاهر می‌شوند. این نقص‌ها، هم به صورت تهی‌جاهای (به انگلیسی: vacancies) شبکه و هم به صورت اتم‌ها در مکان‌های درون‌شبکه‌ای (به انگلیسی: interstitial)، به‌طور موقت الکترون‌ها و حفره‌هایی را که هنگام عبور ذرات یوننده (به انگلیسی: ionizing) از آشکارساز ایجاد می‌شوند، به‌دام‌اندازی (به انگلیسی: trapping)می‌کنند. از آنجایی که این الکترون‌ها و حفره‌هایی هستند که در یک میدان الکتریکی حرکت می‌کنند و سیگنالی را تولید می‌کنند که عبور یک ذره را ظاهر می‌شود، هنگامی که مقادیر زیادی نقص تولید می‌شود، سیگنال آشکارساز را می‌توان به شدت کاهش داده و منجر به یک آشکارساز غیرقابل استفاده (مرده) شود.

آسیب تابش ناشی از یون‌های نسبیتی سرب ناشی از برخورد پرتو اس‌پی‌اس به آشکارساز ریزنوار سیلیکونی آزمایش NA50 در سرن

با این حال، در سال ۱۹۹۷، ویتوریو جولیو پالمیری، کورت بورر، استفان یانوس، سینزیا داویا و لوکا کازاگرانده در دانشگاه برن (سوئیس) دریافتند که در دمای کمتر از ۱۳۰ کلوین (حدود ۱۴۳− درجه سانتی‌گراد)، آشکارسازهای مرده به ظاهر زنده می‌شوند. توضیح این پدیده که به اثر لازاروس معروف است به دینامیک نقص‌های القایی در بدنه نیم‌رسانا مربوط می‌شود.
در دمای اتاق، نقص‌های ناشی از آسیب تابش به‌طور موقت الکترون‌ها و حفره‌های ناشی از یونش را به دام می‌اندازند، که سپس در زمانی که معمولاً طولانی‌تر از زمان بازخواندن تجهیزات الکترونیکی متصل است، به باند هدایت یا باند ظرفیت بازمی‌گردند. درنتیجه سیگنال اندازه‌گیری شده کوچکتر از آن چیزی است که باید باشد. این منجر به نسبت سیگنال به نویز پایین می‌شود که به نوبه خود می‌تواند از آشکارش (به انگلیسی: detection) ذره عبوری جلوگیری کند. با این حال، در دماهای زَمزا، هنگامی که یک الکترون یا حفره ناشی از یونش یا جریان نشتی آشکارساز، در یک نقص محلی (به انگلیسی: local defect) به دام می‌افتد، به دلیل انرژی حرارتی بسیار کمِ شبکه برای مدت طولانی در دام می‌ماند. این منجر به پُرشدن بخش بزرگی از تله‌ها و درنتیجه غیرفعال شدن می‌شود. سپس از به‌دام‌اندازی الکترون‌ها و حفره‌های تولیدشده توسط ذراتی که از آشکارساز عبور می‌کنند، جلوگیری می‌شود و سیگنال اندکی یا هیچ سیگنالی از دست نمی‌رود. چنین رفتاری در تعدادی از مقالات علمی مشاهده شده است.
به لطف اثر لازاروس، آشکارسازهای سیلیکونی ثابت شده‌اند که می‌توانند از دُزهای تابشی بیش از ۹۰ گراد (GRad) بمانند و برای آزمایش‌های درخشندگی بالا در آینده پیشنهاد شده‌اند. یک همکاری علمی RD39 در سرن برای درک کامل جزئیات فیزیک درگیر در این پدیده ایجاد شده است.
اخیراً اثر لازاروس به‌عنوان سازوکاری پیشنهاد شده است که سختی تابش را برای افزاره‌های ولتایی بتا و آلفا سیلیکونی با انرژی بالا که در دماهای زَمزا کار می‌کنند، ارائه می‌کند. این می‌تواند منجر به ساخت افزاره‌هایی براساس رادیو ایزوتوپ استرانسیوم-۹۰ شود که بسیار ارزان‌تر از نیکل-۶۳ است که در حال حاضر در باتری‌های هسته‌ای الماسی استفاده می‌شود. چنین دستگاه‌هایی می‌توانند برای کاوش در اعماق فضا مفید باشند.

## در ادامه مطلب
- بازگشت از مردگان In: New Scientist 17 اکتبر 1998 (آنلاین)
- برخاست آشکارسازهای مرده در: کوریا سرن ۲۹ مارس 1999 (آنلاین)
- آشکارسازهای سیلیکونی سخت تابش در این راه پیشرو هستند: CERN Courier 1 ژانویه 2003 (آنلاین)